# Маринью Нету, Жуан
Жуан Маринью Нету (порт. João Marinho Neto; род. 5 октября 1912, Марангуапи, Сеара) — бразильский супердолгожитель. Старейший живущий мужчина в Бразилии, а с 25 ноября 2024 года вероятно старейший живущий мужчина в мире, чей возраст подтверждён Группой геронтологических исследований (GRG) и Группой LongeviQuest (LQ) (после смерти Джона Тиннисвуда из Великобритании). Его возраст составляет 112 лет 312 дней.

## Биография
Маринью Нету родился в Марангуапи, штат Сеара, 5 октября 1912 года в семье фермера. В детстве он вместе со всей семьей переехал в Апуярес. В течение четырёх лет жизни там он помогал отцу и его работникам на ферме. Помимо ухода за скотом, он также выращивал плодовые деревья, такие как Ziziphus joazeiro, изобретя крюк, сделанный из ветки, чтобы защитить плоды. Работал фермером до своего выхода на пенсию в конце 1970-х годов. Стойко переносил различные трудности, такие как сильные засухи, обрушивавшиеся на район в течение десятилетий.
Маринью Нету был женат на Жозефе Албану дус Сантус, в браке родились четверо детей: Антониу, Жозе, Фатима и Ванда. Его супруга унаследовала землю в Фазенде Массапе, где он обрабатывал землю для выращивания кукурузы и бобов, а также разводил крупный рогатый скот, коз, свиней и кур. Позже от Антонии Родригес Моуры у него родились ещё три сына — Винисиус, Жарбас и Консейсан. На протяжении большей части своей жизни Маринью Нету вёл стабильную финансовую жизнь, накопив целое состояние в виде земель и домов.
По состоянию на ноябрь 2024 года Маринью Нету проживает в городе Апуярес. Среди его потомков — 6 детей, 22 внука, 25 правнуков и 3 праправнука.

## Рекорды долголетия
- 26 ноября 2022 года Маринью стал старейшим из ныне живущих мужчин Бразилии после смерти 111-летнего Виржилиу Медейруса.
- 2 апреля 2024 года стал старейшим из ныне живущих мужчин Южной Америки после смерти 114-летнего Хуана Висенте Переса Моры из Венесуэлы.
- 29 июня 2024 года стал вторым старейшим из ныне живущих мужчин в мире после смерти 112-летнего Ши Пина из Китая.
- 25 ноября 2024 года, после смерти 112-летнего Джона Тиннисвуда из Великобритании, Мариньо Нето стал старейшим из ныне живущих мужчин в мире и последним ныне живущим мужчиной, родившимся в 1912 году.
- 26 апреля 2025 года, после смерти японской долгожительницы Окаги Хаяси, стал 30-м старейшим ныне живущим человеком в мире.